# Trou de Bra
Trou de Bra (en wallon : Traus-d'Brâ) est un hameau de la commune de Lierneux dans la partie méridionale de la province de Liège en Région wallonne (Belgique).
Avant la fusion des communes, Trou de Bra faisait partie de la commune de Bra.

## Situation
Ce hameau ardennais se situe le long de la RN 645 qui suit la vallée de la Lienne de Lierneux à Targnon et au confluent de la Lienne et du ruisseau de Mierdeux.

## Patrimoine
- Adossée à la colline, la petite église de l'Assomption de la Sainte-Vierge est un édifice à une seule nef de style néo-gothique bâti en moellons de grès et en briques.
- Une représentation monumentale de la grotte de Massabielle (de Lourdes) où eurent lieu les apparitions de Notre-Dame de Lourdes se trouve à côté de l'église.

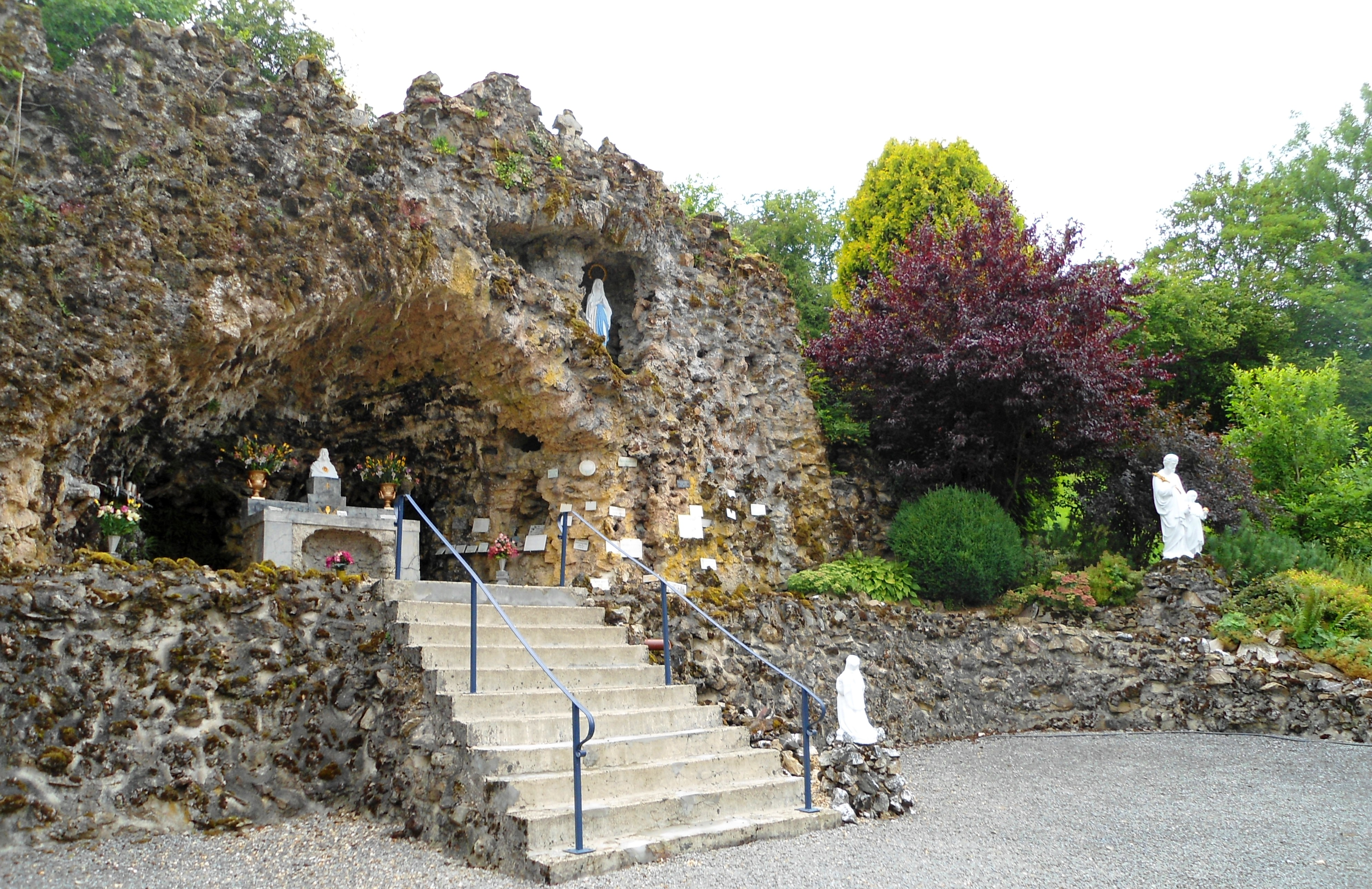
Trou de Bra: Grotte de Notre-Dame de Lourdes

.